# شوئین سن
شوئین سن (به ژاپنی: 朱印船 Shuinsen) یا کشتی مهر قرمز به معنای «کشتی دارای مجوز» به کشتی‌های بازرگانی گفته می‌شود که از اوایل شوگون‌سالاری توکوگاوا تا نیمه اول قرن هفدهم مجوز سفر دریایی به خارج از کشور را از دولت ژاپن دریافت کرده بودند. این سیستم رفت و آمد در سال ۱۶۰۴ توسط توکوگاوا ایه‌یاسو به مورد اجرا گذاشته شد. بین ۱۶۰۴ و ۱۶۳۵، بیش از ۳۵۰ کشتی ژاپنی برای سفر به خارج از کشور تحت این سیستم مجوز گرفتند. تمام کشتی‌های دارای مجوز از بندر ناگاساکی در جنوب ژاپن حرکت کرده و بازگشتشان نیز به این بندر ختم می‌شد.